# Autoroute A-77 (Espagne)
L'autoroute espagnole A-77 est une autoroute urbaine de la province d'Alicante qui pénètre dans Alicante par le nord en venant d'Alcoy.
Elle prolonge l'A-7 à partir du croisement avec l'AP-7.
D'une longueur de 7,5 kilomètres, elle relie l'AP-7 au nord de l'agglomération à la Rocade d'Alicante A-70 au nord de la ville.
Elle est composée de 5 échangeurs jusqu'à la rocade et ses accès sont totalement libres de péage.

## Tracé
- Elle se déconnecte de l'AP-7 tout près de El Gantxo et se termine au croisement avec l'A-70 qui entoure la ville d'Alicante.
- À mi-chemin se détache une antenne qui permet de desservir l'Université de la ville.

## Sorties
| Numéro de la sortie | Nom de la sortie                                                        | Bifurcation  |
| ------------------- | ----------------------------------------------------------------------- | ------------ |
|                     | Alcoy - Valence Par l'intérieur Benidorm - Gandia - Valence Par la côte | A-7 AP-7     |
| 67                  | El Gantxo                                                               | CV-8280      |
| 68                  | El Moralet - San Vicente del Raspeig                                    | CV-820 A-220 |
| 69                  | San Vicente del Raspeig                                                 | CV-824       |
| 70                  | Alicante - Université d'Alicante                                        | A-77         |
|                     | Port d'Alicante A-31 Alicante Nord - Aéroport d'Alicante                | A-70         |

## Référence
- Nomenclature